# 陳國琪
陈国琪（1872年—1922年），谱名克琛，字晓儋，号筱丹。湖北省蕲春县檀林镇桐山村陆基塆人。清朝蕲州劝学所首任总董，中华民国蕲春县劝学所第一任所长。清末民初湖北学者、教育家。

## 生平
清光绪十六年（1890年），18岁以科试入州庠。光绪二十一年（1895年），23岁参加岁试以诗赋优等，由湖北学政庞鸿文选送入武昌经心书院肄业，应两湖书院月课。光绪二十二年（1896年），24岁参加科试以一等第一名补廪膳生。光绪二十三年（1897年），25岁参加丁酉科乡试中式第二十九名举人。光绪三十年（1904年）拣选知县。同年，蕲州知州陈介庵于蕲州城内创办简易师范学堂及蕲州官立高等小学堂，聘其主讲史学。光绪三十二年（1906年），清廷明令设立劝学所，为府、州、县教育行政机关，陈国琪首任蕲州劝学所总董四年余（湖北省档案记载为光绪三十四年七月委派）。光绪三十三年（1907年），督学保送参加礼部丁未科会试，考取二等第四十一名。宣统二年（1910年），应湖北存古学堂监督张次珊（仲昕）先生聘，为管课官兼史学讲师。民国元年（1912年）存古学堂停办，回蕲春县任县劝学所所长达六年。民国六年（1917年）秋谢职后，仍不惮辛苦，设帐桐山，远道慕名负笈者络绎不绝。
陈国琪出身于书香门第，父陈瑞林为同治壬戌恩科举人，兄陈国瓒为光绪戊子科副榜，本人为光绪丁酉科举人，时有“一门两个半举人”之誉，各以经术文学名于时。陈国琪幼即恬静好学，素好理义家言，家学渊源，兼从名师，且己谦恭好学，故得深入堂奥。其初宗宋五子，究性理之学，及肄业书院，习史学，攻注疏，以经解闻于时，探讨世务，往往驰骛于周秦诸子，故于史学尤有深得，其评史之文，最为时尚，吴楚学人，多有抄本。于湖北存古学堂（张之洞督鄂时所奏办）任教时，该学堂专治国学，教授若广东马季立（马贞榆）、宜都杨守敬、罗田姚晋圻，皆海内通儒，国琪以后进列其间，谨饬力学，多请益诸长者，所诣益精。
陈国琪学业既成，不求仕进，终身从事教育事业，是清末民初鄂东教育界有重大影响的人物。任州、省学堂教习，乐为诸生释疑解惑，“大为诸生所敬服”。清季既民国初年，掌蕲州劝学所十年，兴学堂，办讲舍，设宣讲所，于蕲州二十八图各设一劝学员，积极劝学，使蕲州学堂遍布乡里。其宗人子弟，吴楚学子，肄业门下者前后数百十人，是以得益教诲，成就多有可观。时蕲人任教职者，十有九者为国琪弟子。及门弟子中优秀代表有：辛亥革命先驱、中国民主革命烈士詹大悲；中国同盟会会员、战时司令部总司令黄兴秘书兼执法官、汉阳县县长、中共武汉市人民法院副院长陈志纯；中国同盟会会员、黎元洪总统府书记官、鄂军政府各路总粮台书记官、通山县代县长、中共秘密党员柴晓泉；中共顺直省委秘书长、中共天津市委组织部长、中共满洲省委秘书长詹大权；地方藏书家、一代智者田勖仁等。
清末，陈国琪执掌蕲州劝学所大权，为中国同盟会会员革命活动提供诸多方便和支持，劝学所遂成为同盟会的庇护所。时蕲州城防营“严辑革命会党”，蕲州同盟会的秘密集会常迁到劝学所机关进行，奉派回蕲的同盟会会员也以蕲州劝学所和蕲州高等小学堂作为秘密据点进行革命活动。光绪三十三年（1908年），光绪帝与慈禧太后先后病故，清廷下令各地举行“国丧”。蕲州官立高等小学堂学生、同盟会会员田桓在“哭临”时流露出不满情绪，堂长杨子绪于翌晨高悬虎头牌于揭示处要开除田桓学籍，全学堂一时哗然。时寓蕲州的黄侃获悉大怒，跑进学堂砸烂虎头牌并大骂而去，此事得陈国琪出面调停方罢。黄侃乃中华民国时期数一数二的国学大师，其个性狂狷且高才自负，然在乡贤面前却能谦恭礼让。一次，蕲州革命党人集会拟草一重要文稿，由谁执笔则谦让难定，此时黄侃便高声道：此非筱丹先生莫属，今放眼蕲州，只有您老一点亮光，您不出手谁出手。
陈国琪素体孱弱，且卒以力学而伤其身，致年即五十辞世，政学名流深为惋惜，纷纷致挽悼念。例若：民国蕲春知事黄厚炎挽：“捧檄效弛驱，甫税驾下车，逢人都说项斯好；鸣弦张治绩，听高山流水，愧我迟来钟子亡。”近代著名学者、罗田举人王葆心挽：“相交在鄂，相识在黄，十年久别牵魂梦；秋初哭兄，秋仲哭友，一例凄怀到鬓丝。”清光绪副榜邑人田岳屏挽：“桐山踞阁邑上游，问经济文章，谁能登顶？先生乘仙鹤而去，听江城玉笛，犹有哀声。”

## 著述
著有《读史评论》12卷，《宋元学案要册》8卷，均在兵燹中散佚；序传辨纪、哀祭、志墓之文凡数十百篇，散见于吴、楚谱牒中。

## 家庭
- 曾祖陈琢菴，蕲州庠生，清文林郎。
- 祖父陈宝书，蕲州庠生，清文林郎。
- 父亲陈瑞林（琼甫），清朝举人，国史馆謄录，议叙知县；叔父陈滋懋，蕲州庠生。
- 长兄陈国瓒，清朝副榜、资政院议员；二兄陈国曹，蕲州庠生；三兄陈国珩，国学生（早逝）；四兄陈国瑄，曾为《皖江日报》副编笔政；六弟陈国瑃，业儒主家政。
- 嗣子陈志纯，蕲州庠生，中国同盟会会员，中华民国大陆时期政治人物，中华民国汉阳县县长，中共武汉市人民法院副院长。
- 嗣孙陈其谔，中国造船工程技术专家，中国远洋运输总公司副总工程师、机务处处长。